# Diego Klattenhoff
Diego Klattenhoff (30 de novembro de 1979) é um ator canadense mais conhecido por interpretar Mike Faber na série da Showtime Homeland. Ele também interpretou Derek em Whistler e Ivan Palacinke em Men in Trees, e atualmente interpreta o agente do FBI Donald Ressler na série The Blacklist.

## Biografia
Diego nasceu em French River, Nova Escócia. Ele mudou-se para Toronto com 19 anos de idade para seguir sua carreira como ator. Por alguns anos, ele trabalhou como barman enquanto estudava num seminários teatrais.
Diego atualmente vive na Cidade de Nova Iorque com sua mulher.

## Carreira
Diego estudou com vários treinadores de atuação mais respeitados em Canadá, includindo David Rotenberg, Bruce Clayton e Rae Ellen Bodie. O seu primeiro papel de atuação mais notável foi em Mean Girls. Ele seguiu essa com uma cadeia de personagens e de aparições em muitas série s de TV como Smallville e Stargate SG-1, também filmes comi Lucky Number Slevin. Desde 2006, ele teve também papéis recorrentes como Jovem Jacob na série da CBC At the Hotel, Derek na série da CTV Whistler, Ivan Palacinke na série da ABC Men in Trees e Mike Callahan na série da NBC Mercy.«Pictou County's Diego Klattenhoff Stars in Homeland, One of TV's Hottest Shows». The Chronicle Herald
Diego participou no elenco da série Homeland como Mike Faber, um  Marine major cujo melhor amigo regressa para os EUA após desaparecer no Iraque oito anos antes. Ele e o elenco foram nomeados uma vez para um Prêmio Screen Guild Actors para Melhor Elenco, e duas vezes por um Prêmio PAAFTJ de Televisão para Melhor Elenco numa série de Drama. Ele também teve aparições como convidado nas séries de TV como Psych, Supernatural, 24, e Falling Skies.
Diego participou no Telefilme de J.J. Abrams Anatomy of Hope e também participou no filme do Guillermo del Toro Pacific Rim e no thriller e de ficção científica After Earth. Em Março de 2013, Diego juntou-se ao elenco da série de thriller da NBC The Blacklist, como Donald Ressler é um Agente de campo do FBI. A série estreou no dia 23 de setembro de 2013.

## Filmografia

### Filme
| Ano  | Título                               | Papel               | Notas          |
| ---- | ------------------------------------ | ------------------- | -------------- |
| 2002 | Straight in the Face                 | Daniel              | Curta-metragem |
| 2003 | Autobiography of an Insect           | Cameron             | Curta-metragem |
| 2003 | Blessings                            | Benny               | Telefilme      |
| 2003 | Family Curse                         | —                   | Telefilme      |
| 2004 | Mean Girls                           | Shane Oman          |                |
| 2004 | Cube Zero                            | Quigley             |                |
| 2005 | Ice Princess                         | Kyle Dayton         |                |
| 2005 | Murder in the Hamptons               | Policial traficante | Telefilme      |
| 2005 | The Last Hit                         | Sasha               |                |
| 2005 | Dry Whiskey                          | Terry               | Curta-metragem |
| 2005 | Shania: A Life in Eight Albums       | Paul                | Telefilme      |
| 2005 | Recipe for a Perfect Christmas       | Zach                | Telefilme      |
| 2005 | Yesteryears                          | —                   | Telefilme      |
| 2006 | Lucky Number Slevin                  | Ginger              |                |
| 2006 | Fallen                               | Nathaniel           |                |
| 2006 | Firestorm: Last Stand at Yellowstone | Willis Lee          | Telefilme      |
| 2007 | Fire Serpent                         | Young Dutch         | Telefilme      |
| 2008 | Lost Behind Bars                     | Charlie Quinn       | Telefilme      |
| 2008 | The Informers                        | Dirk                |                |
| 2009 | Anatomy of Hope                      | Brendan Casey       | Telefilme      |
| 2010 | The Dry Land                         | Henry               |                |
| 2012 | Unconditional                        | Billy               |                |
| 2013 | Kilimanjaro                          | Troy                |                |
| 2013 | After Earth                          | Ranger Veterano     |                |
| 2013 | Pacific Rim                          | Yancy Becket        |                |
| 2016 | Lavender                             | Alan                |                |
| 2017 | Radius                               | Liam                |                |

### Televisão
| Ano       | Título              | Papel             | Notas                                                                                |
| --------- | ------------------- | ----------------- | ------------------------------------------------------------------------------------ |
| 2001–2002 | Doc                 | Jason             | 2 episódios                                                                          |
| 2002      | Witchblade          | Não creditado     | Episódio: "Destiny"                                                                  |
| 2003      | Wild Card           | —                 | Episódio: "Pilot"                                                                    |
| 2003      | Mutant X            | Johnny Cummings   | Episódio: "Shadows of Darkness"                                                      |
| 2003      | Veritas: The Quest  | Tymus             | Episódio: "Avalon"                                                                   |
| 2004      | 1-800-Missing       | Brad Whitman      | Episódio: "One Night Stand"                                                          |
| 2004      | Sue Thomas: F.B.Eye | Jason Albright    | Episódio: "The Bounty Hunter"                                                        |
| 2005      | Smallville          | Josh Greenfield   | Episódio: "Krypto"                                                                   |
| 2005      | Stargate SG-1       | Team Leader       | Episódio: "Ex Deus Machina"                                                          |
| 2006      | At the Hotel        | Young Jacob       | 6 episódios                                                                          |
| 2006      | Psych               | Dylan Maxwell     | Episódio: "Speak Now or Forever Hold Your Piece"                                     |
| 2006      | Supernatural        | Duane Tanner      | Episódio: "Croatoan"                                                                 |
| 2007      | Whistler            | Derek             | 12 episódios                                                                         |
| 2008      | Men in Trees        | Ivan Palacinke    | 6 episódios                                                                          |
| 2009      | The Listener        | Tom Crawford      | Episódio: "Emotional Rescue"                                                         |
| 2009      | ER                  | Jay               | Episódio: "Shifting Equilibrium"                                                     |
| 2009      | 24                  | Sergeant Cadden   | 2 episódios                                                                          |
| 2009–2010 | Mercy               | Mike Callahan     | 22 episódios                                                                         |
| 2011      | Falling Skies       | Lieutenant Danner | Episódio: "Mutiny"                                                                   |
| 2012      | Longmire            | Eli               | Episódio: "The Cancer"                                                               |
| 2011–2013 | Homeland            | Mike Faber        | 18 episódios Nomeado—Prémio Screen Actors Guild para melhor elenco em série de drama |
| 2013–2023 | The Blacklist       | Donald Ressler    | 90 episódios                                                                         |